# Ankerstjerne (Rapper)
Ankerstjerne (* 15. August 1984; bürgerlich Lars Ankerstjerne Christensen) ist ein dänischer Rapper und Songwriter. Von 2007 bis 2010 war er unter dem Künstlernamen Jinks bekannt, jedoch kehrte mit dem Album Ankerstjerne zu seinem Geburtsnamen zurück.

## Jinks
2007 wurde Lars Ankerstjerne von dem dänischen Label Nexus Music unter Vertrag genommen. Das erste Mal wurde Ankerstjerne bekannt, als seine Single "One Night" in dem dänischen Film "Rich Kids", aus dem Jahre 2007, gespielt wurde.
Seine erste Single in den dänischen Charts war "Yo-Yo Pt. 2" zusammen mit Joey Moe und Nik & Jay. Die Single erreichte Platz 11 in den dänischen Charts.

## Lars Ankerstjerne
Lars Ankerstjerne löste seinen Vertrag bei Nexus Music auf und wechselte zu dem ebenfalls dänischen Label ArtPeople. Im Mai 2011 veröffentlichte er, zusammen mit Burhan G, die Single "Tag hvad du vil". Die Single erreichte Platz 2 in den dänischen Charts und ist bis heute die erfolgreichste Single von Lars Ankerstjerne.

## Diskografie
Veröffentlichung in den dänischen Charts bis 2010 als Jinks, danach als Ankerstjerne.

### Alben
| Jahr | Titel        | Höchstplatzierung, Gesamtwochen, AuszeichnungChartsChartplatzierungen (Jahr, Titel, Platzierungen, Wochen, Auszeichnungen, Anmerkungen) | Anmerkungen                              |
| Jahr | Titel        | DK | Anmerkungen                              |
| ---- | ------------ | --- | ---------------------------------------- |
| 2011 | Ankerstjerne | DK6 ×3Dreifachplatin · (21 Wo.)DK |                                          |
| 2015 | For os       | DK7 ×2Doppelplatin · (30 Wo.)DK | Erstveröffentlichung: 23. Februar 2015   |
| 2016 | Rapper EP    | DK14 (3 Wo.)DK | Erstveröffentlichung: 16. September 2016 |

### Singles
| Jahr | Titel Album                    | Höchstplatzierung, Gesamtwochen, AuszeichnungChartsChartplatzierungen (Jahr, Titel, Album, Platzierungen, Wochen, Auszeichnungen, Anmerkungen) | Anmerkungen                                                     |
| Jahr | Titel Album                    | DK | Anmerkungen                                                     |
| ---- | ------------------------------ | --- | --------------------------------------------------------------- |
| 2009 | Yo-Yo Pt. 2 Xtra Vol.1         | DK11 (4 Wo.)DK | Joey Moe, Jinks, Nik & Jay                                      |
| 2011 | Tag hvad du vil Ankerstjerne   | DK2 ×2Doppelplatin (Download) + Platin (Streaming) · (25 Wo.)DK                                                                                | mit Burhan G                                                    |
| 2011 | Nattog Ankerstjerne            | DK8 Platin · (14 Wo.)DK | feat. Bjørnskov                                                 |
| 2011 | Den første nat Ankerstjerne    | DK10 Platin · (8 Wo.)DK | feat. Xander                                                    |
| 2011 | Fotografi af dig Ankerstjerne  | DK22 Gold · (1 Wo.)DK | feat. Rasmus Seebach                                            |
| 2011 | 1000 år Ankerstjerne           | DK7 Platin + Gold · (17 Wo.)DK | feat. Rasmus Seebach                                            |
| 2013 | Nu vi to Ankerstjerne          | DK27 (1 Wo.)DK | feat. Burhan G                                                  |
| 2013 | Laver penge –                  | DK25 (1 Wo.)DK | Erstveröffentlichung: 20. Mai 2013                              |
| 2014 | Lille hjerte For os            | DK3 Platin · (11 Wo.)DK | feat. Shaka Loveless                                            |
| 2015 | Mit navn i lys For os          | DK9 Platin · (13 Wo.)DK | feat. Lille & Isaac Kasule                                      |
| 2024 | Børn af natten (Hola bonita) – | DK2 ×2Doppelplatin · (49 Wo.)DK | Erstveröffentlichung: 29. März 2024 mit Panamah & Daniel Schulz |

Gastbeiträge

| Jahr | Titel                         | Höchstplatzierung, Gesamtwochen, AuszeichnungChartsChartplatzierungen (Jahr, Titel, Platzierungen, Wochen, Auszeichnungen, Anmerkungen) | Anmerkungen                                                          |
| Jahr | Titel                         | DK | Anmerkungen                                                          |
| ---- | ----------------------------- | --- | -------------------------------------------------------------------- |
| 2010 | Gi’ det til dig –             | DK33 (1 Wo.)DK | Aligator feat. Jinks                                                 |
| 2010 | Det går ned i nat Grib natten | DK28 (9 Wo.)DK | Joey Moe feat. Jinks                                                 |
| 2010 | Lighters Up –                 | DK16 (8 Wo.)DK | Erstveröffentlichung: 20. Dezember 2010 ChriZ feat. Joey Moe & Jinks |
| 2011 | Millionær Mer’ end kærlighed  | DK2 ×4Vierfachplatin · (22 Wo.)DK | Rasmus Seebach feat. Ankerstjerne                                    |
| 2012 | Det blir en go dag –          | DK39 (1 Wo.)DK | Hej Matematik feat. Ankerstjerne                                     |

Weitere Lieder (mit Auszeichnungen)
- Vent og se (feat. Lille) (DK: Gold)